# Kalkeifel-Radweg
Der Kalkeifel-Radweg ist ein Radwanderweg, der als Bahntrassenweg die Radwege an den Flüssen Ahr und Kyll verbindet. An der Ahr startet er am Bahnhof von Ahrdorf nach Norden in die Eifel und erreicht nach 22 km das Kylltal und den Kyll-Radweg bei Hillesheim-Bolsdorf. Mit nur mäßiger Steigung durchquert er die Eifellandschaft mit dem Eifel-Ort Kerpen und seiner imposanten Burg, dem romanischen Kloster bei Niederehe, dem Wasserfall Dreimühlen und der Europäischen Beispielstadt Hillesheim. Die Radroute ist mühelos von Freizeitradlern zu bewältigen. Die Strecke ist in beiden Richtungen einheitlich mit dem Radweg-Logo gekennzeichnet. Die Gesamtstrecke wurde am 31. Mai 2008 offiziell freigegeben. Für Inlineskater ist die Strecke nicht geeignet, da sie nur abschnittsweise asphaltiert ist.

## Streckenverlauf Ahrdorf – Bolsdorf
Der Radweg nutzt auf ca. 6 km die Trasse der stillgelegten Teilstrecke Dümpelfeld – Ahrdorf – Hillesheim – Lissendorf der Ahrtalbahn. Aus dem Ahrtal führt die Route durch das Ahbachtal mit mäßiger Steigung über Ahütte und Üxheim bis Niederehe, das nach ca. 11 km erreicht wird. Hier zweigt die Mineralquellen-Route Richtung Daun ab und verbindet damit das Ahrtal mit dem Maare-Mosel-Radweg und dem Moseltal. Bei Üxheim ist der Dreimühlen-Wasserfall sehenswert. In Niederehe kann das Kloster mit seiner romanischen Klosterkirche besichtigt werden. Nach weiteren zwei Kilometern mit leichter Steigung erreicht der Radweg Kerpen mit seiner imposanten Burg. Von Kerpen bis Hillesheim nutzt die Route die alte Bahntrasse. Nach ca. einem Kilometer Abfahrt geht es mit mäßiger Steigung über Walsdorf bis kurz vor Hillesheim, bevor es nun stetig abwärts bis in Kylltal geht. Die Europäische Beispielstadt Hillesheim hat einen historischen Ortskern und eine gut erhaltene und restaurierte Stadtmauer aus dem 13. Jahrhundert. Von Hillesheim nach Bolsdorf verläuft die Strecke durch das „Bolsdorfer Tälchen“, das als eines der schönsten Bachtäler der Eifel gilt. Mit dem Erreichen des Kyll-Radweges in Bolsdorf endet die Route.

## Landschaft und Kultur
Die Kalkeifel ist Teilgebiet der Nordeifel und liegt zwischen Ahr und Mosel. Im Osten wird sie durch die Hocheifel und im Westen durch das Hohe Venn begrenzt. Im Windschatten der Rureifel, des Hohen Venns und der Hocheifel ist die Kalkeifel eine warme und trockene Landschaft, in der man Pflanzen finden, die sonst in eher in südlichen Breiten vorkommen. Die Radroute verläuft durch die Naturlandschaften des Ahbachtals, in dem die Ruine der Burg Neublankenheim liegt, und des „Bosdorfer Tälchens“, das als eines der schönsten Bachtäler der Eifel gilt. Im Ahbachtal bei Üxheim wird das Naturdenkmal Dreimühlen-Wasserfall mit der oberhalb gelegenen Ruine Dreimühlen passiert. Der beim Bahnbau aus drei kleinen Karstquellen zusammengefasste Bachlauf wird kurz vor dem Wasserfall vom Radweg über eine Furt gequert und fließt dann in den Ahbach. Die Felskante des Wasserfalls wächst beständig durch die Kalkausscheidungen des Wassers. Daher stammt die Bezeichnung „Wachsender Wasserfall Dreimühlen“.

In Niederehe kann das ehemalige Kloster Niederehe mit seiner romanischen Klosterkirche „St. Leodegar“ besichtigt werden. Die Kirche mit ihrem spätromanischen Saalbau beherbergt eine Orgel des Orgelbaumeisters Balthasar König. In Kerpen lädt die Burg, in der heute ein Hotelbetrieb untergebracht ist, zu einem Rundgang ein.

Die Europäische Beispielstadt Hillesheim hat neben einem historischen Ortskern eine gut erhaltene und restaurierte Stadtmauer aus dem 13. Jahrhundert zu bieten. Die Stadtmauer ist über einen Wehrgang begehbar.

Bilder am Weg
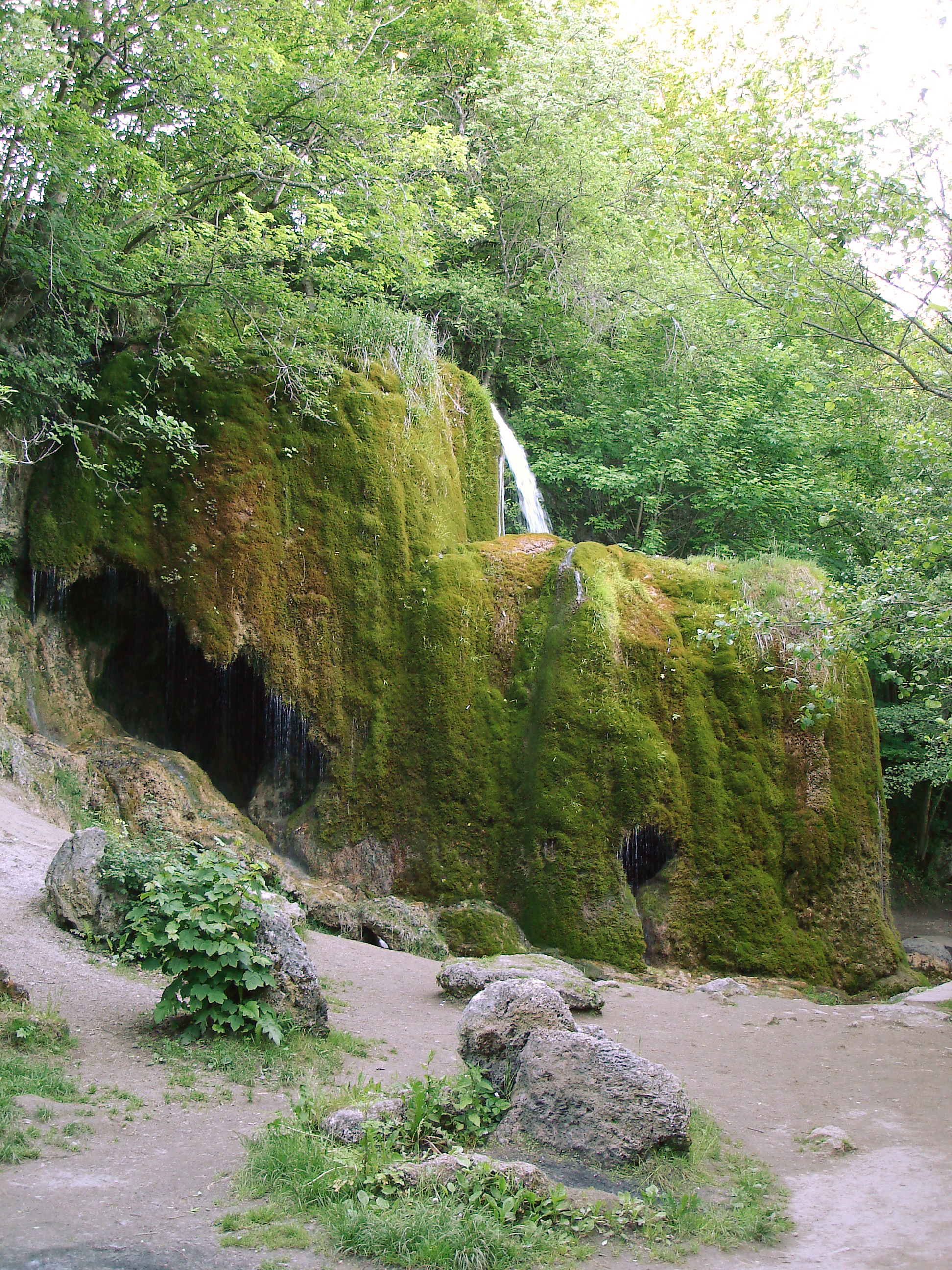
Dreimühlenwasserfall bei Üxheim
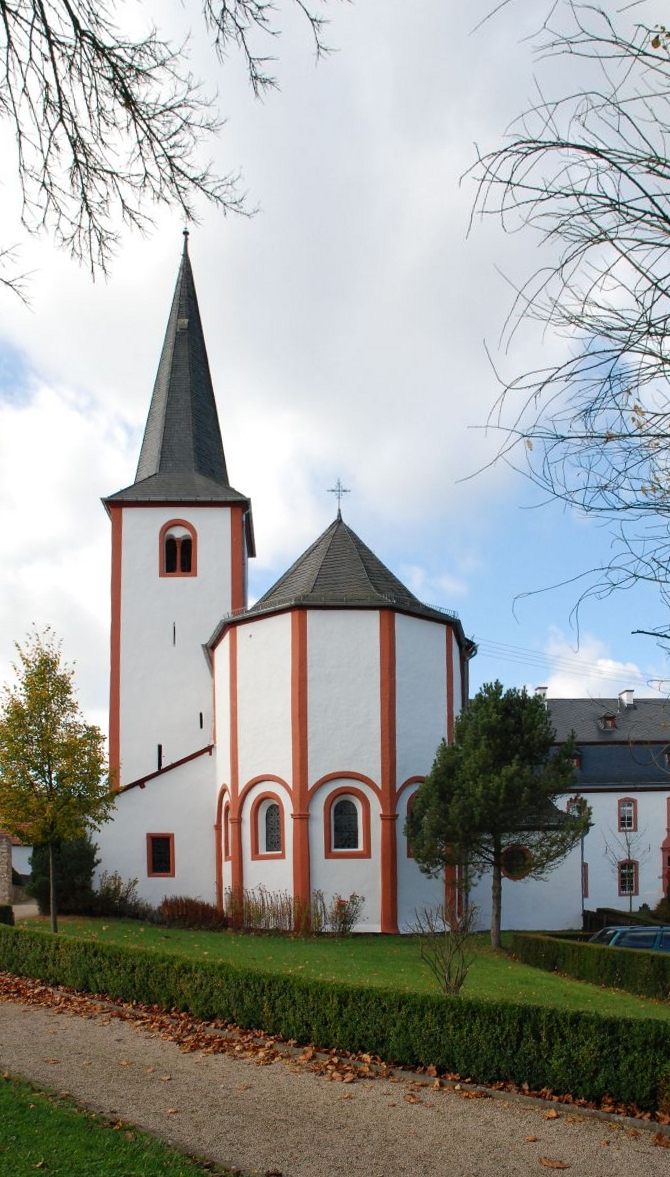
Klosterkirche in Niederehe
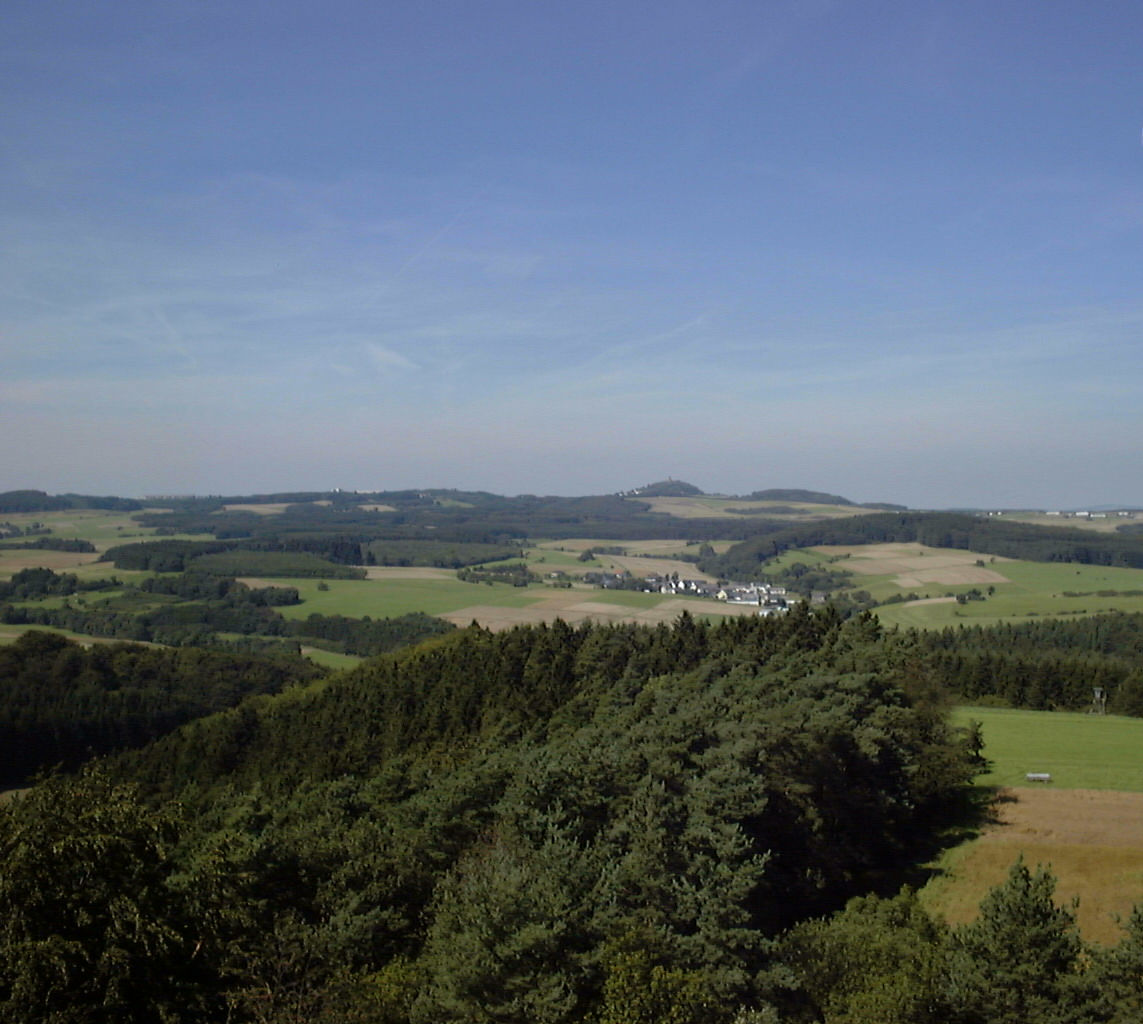
Eifellandschaft
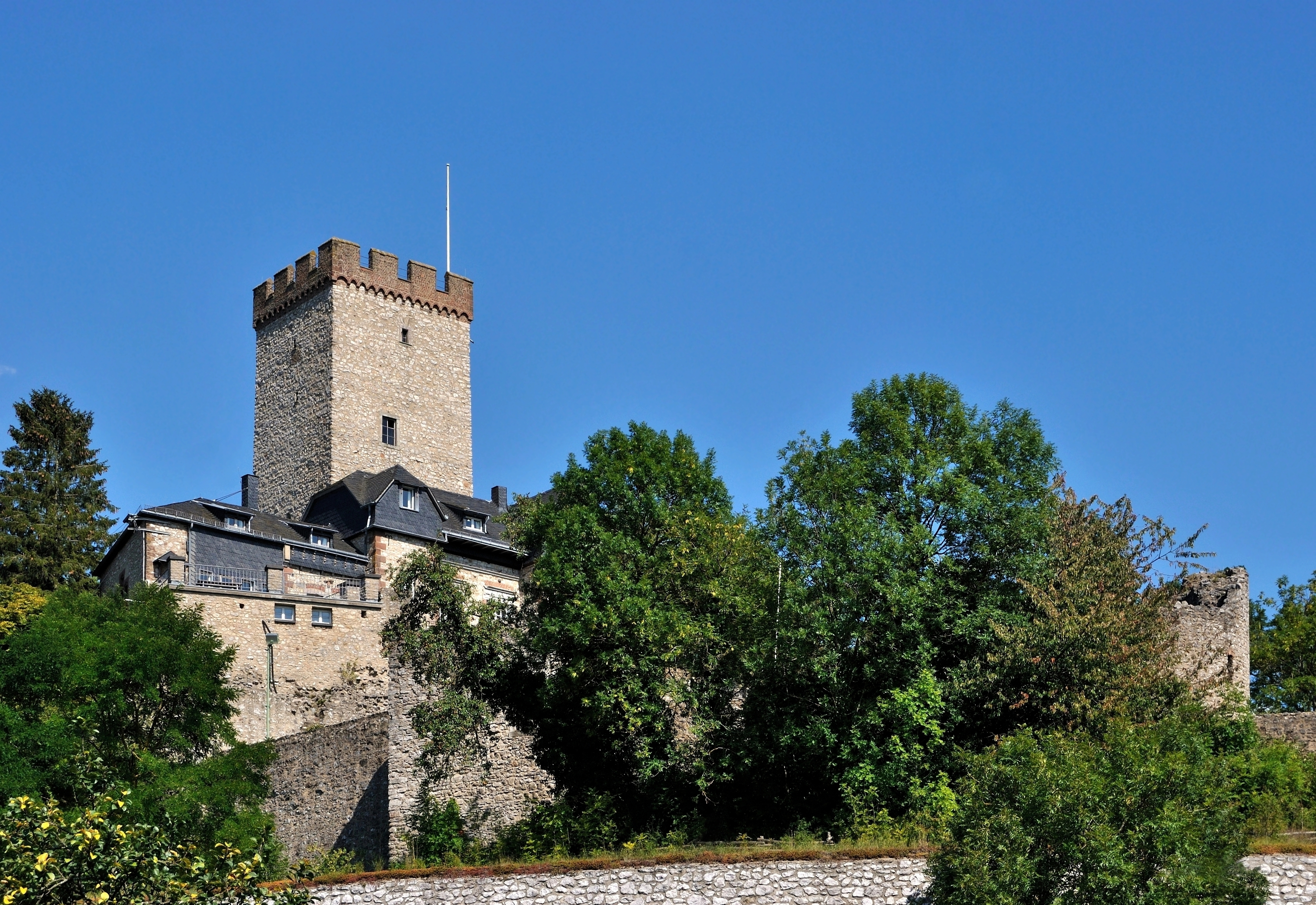
Burg Kerpen
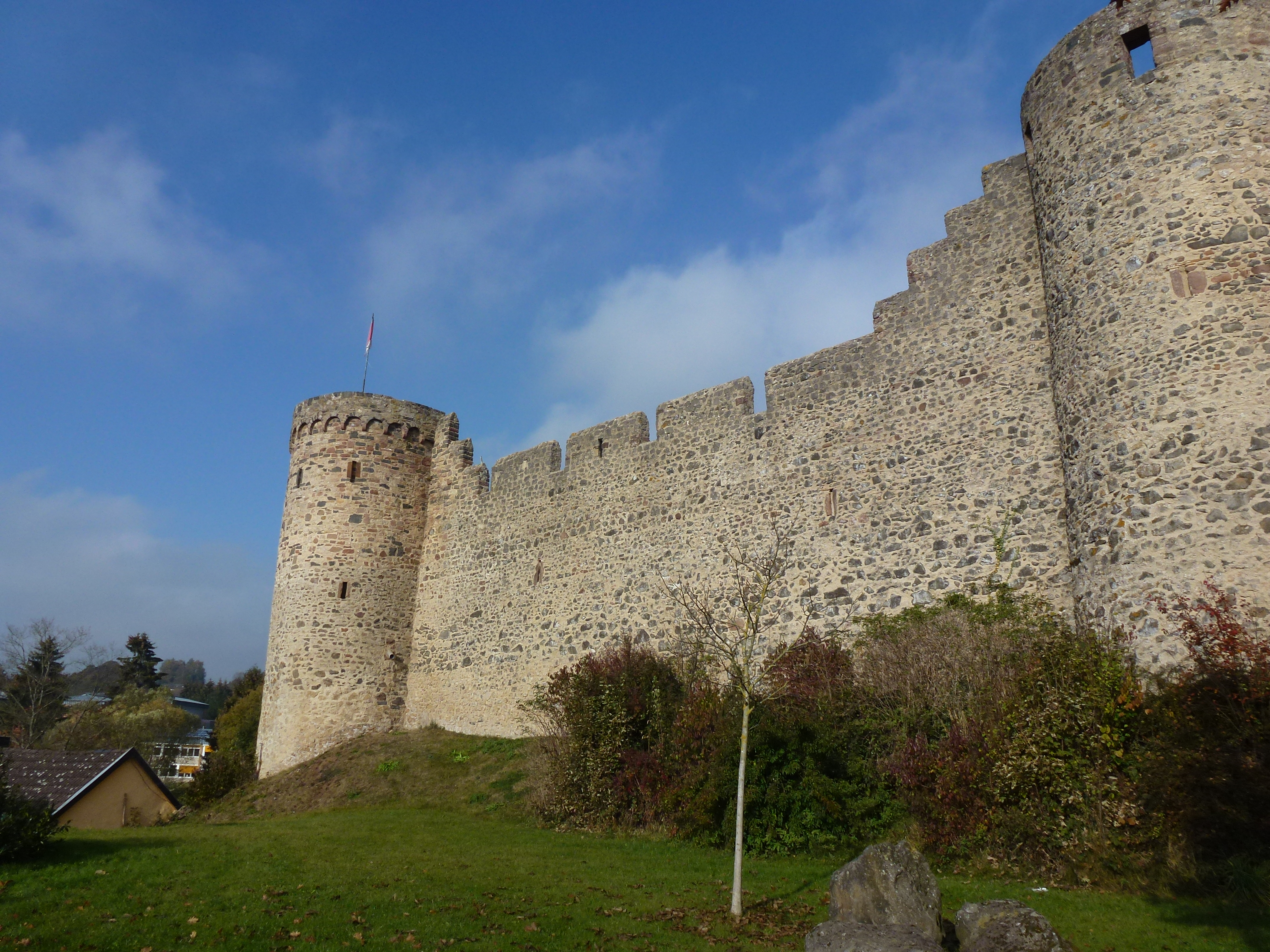
Stadtbefestigung Hillesheim

## Bahnanbindung
Der einzige direkte Bahnanschluss an den Radweg besteht mit dem Bahnhof Hillesheim-Oberbettingen der Eifelbahn zwischen Gerolstein und Trier. Von hier ist Bolsdorf über die Kreisstraßen K47 und K55 nach zwei Kilometern zu erreichen. Alternativ ist Hillesheim über die Landesstraße L10 in ca. drei Kilometern zu erreichen.

## Anschlussradwege
Kalkeifel-Radweg und Kosmosradweg sowie die Mineralquellen-Route sind wichtige Längs- und Querverbindungen sowie Ergänzungen für den Kyll-Radweg, den Maare-Mosel-Radweg und den Ahr-Radweg. So führt der Kalkeifel-Radweg vom Kyll-Radweg nach Norden zum Ahr-Radweg. Während die Mineralquellen-Route den Ahr-Radweg mit dem Maare-Mosel-Radweg und dem Eifel-Ardennen-Radweg verbindet. Über Daun hinaus verlängert der Kosmosradweg als Anschluss an den Maare-Mosel-Radweg und den Eifel-Ardennen-Radweg das Radwegenetz der Region.

Siehe auch:
- Liste der Radfernwege in Deutschland
- Liste der Radwege in Rheinland-Pfalz